# 40 ans, toujours puceau
Pour plus de détails, voir Fiche technique et Distribution.
40 ans, toujours puceau ou 40 ans et encore puceau au Québec (The 40 Year-Old Virgin) est un film américain réalisé par Judd Apatow et sorti en 2005.
Il s'agit du premier long métrage réalisé par le producteur et scénariste Judd Apatow. Il a coécrit le scénario avec Steve Carell, acteur principal du film et instigateur de l'idée. 40 ans, toujours puceau a obtenu un succès commercial (177 millions de dollars de recettes mondiales pour un budget de 26 millions de dollars) et également un succès critique. Il lance véritablement la carrière cinématographique de Steve Carell, ainsi que celle de Seth Rogen.

## Synopsis
Andy Stitzer est chef d'inventaire à SmartTech, magasin d'électronique. À 40 ans, 
Andy Stitzer, quadragénaire timide, travaille comme superviseur de stock dans un magasin d’électronique, et vit seul dans un appartement rempli de figurines et de jeux vidéo. Lors d’une partie de poker avec ses collègues David, Jay et Cal, la conversation dérive sur leurs expériences sexuelles passées, et ils découvrent qu’Andy est encore vierge, ayant renoncé à passer à l'acte après plusieurs tentatives ratées. Le lendemain, Andy est mortifié en apprenant que tous ses collègues, y compris sa patronne Paula, sont au courant de son secret. 
Attirée par lui, Paula lui propose en privé de lui faire perdre sa virginité. Humilié, Andy envisage de quitter son travail, mais David le réconforte et l’encourage à essayer à nouveau. David, Jay et Cal décident alors de l’aider, chacun lui donnant des conseils différents sur la manière d’aborder les femmes : David l’emmène à une soirée de speed dating, où il tente sans succès de renouer avec son ex-petite amie Amy ; Jay l’entraîne à divers événements sociaux, lui organise une séance douloureuse d’épilation du torse et lui trouve une prostituée, mais ces tentatives se soldent par des échecs embarrassants ; Cal lui conseille d’être confiant et de poser des questions aux femmes plutôt que de parler de lui. Andy met cela en pratique avec Beth, une libraire intriguée par son attitude. David lui donne également sa collection de films pornographiques pour l’encourager à se masturber. 
Finalement, Andy décroche un rendez-vous avec Trish Piedmont, une cliente du magasin. À la fin de leur première rencontre, ils sont interrompus par Marla, la fille adolescente de Trish, alors qu’ils s’apprêtent à avoir un rapport. Trish propose alors de retarder leur première nuit ensemble, ce qu’Andy accepte avec enthousiasme. Ils décident d’attendre leur 20ᵉ rendez-vous, et leur relation s’épanouit au fil des semaines. Trish encourage Andy à lancer son entreprise et l’aide à la financer en vendant sa collection de figurines. Lorsque Marla demande à sa mère de lui acheter des contraceptifs, Andy l’accompagne à une séance d’information dans un centre de planning familial, où elle est moquée en raison de sa virginité. Il avoue alors la sienne pour la défendre, gagnant ainsi son respect. 
Parallèlement, David fait une crise émotionnelle au travail à cause de son obsession pour Amy et décide de faire vœu de célibat. Paula lui retire alors ses responsabilités commerciales et les confie à Andy, qui est ensuite promu responsable des ventes pour ses excellents résultats. Cal, reprenant l’ancien poste d’Andy, engage Bernadette dans l’espoir de la caser avec David et ainsi l’aider à tourner la page. De son côté, Jay se fait larguer Jill en raison de son infidélité. Après s’être réconcilié avec elle, il admet à Andy que le sexe peut ruiner une relation. Il invite ensuite ce dernier et les autres à une soirée en boîte de nuit pour célébrer la grossesse de Jill. 
Lors de leur 20ᵉ rendez-vous, Trish tente d’initier un rapport sexuel, mais Andy résiste, ce qui la frustre et mène à une dispute. Andy part rejoindre ses amis en boîte, où il s’enivre et rentre avec Beth pour coucher avec elle. Pendant ce temps, Cal organise un rapprochement entre David et Bernadette, tandis que Marla convainc Trish de se réconcilier avec Andy. Chez Beth, Andy reprend ses esprits et décide de partir sans coucher avec elle, juste avant que ses amis n’arrivent et l’encouragent à retrouver Trish.  De retour chez lui, Andy trouve Trish qui l’attend. Elle est tombée sur la collection de films pornographiques de David et, paniquée, le prend pour un déviant sexuel. En la poursuivant à vélo pour s’expliquer, Andy percute sa voiture et s’écrase à travers un panneau publicitaire. Trish accourt à son secours et Andy lui avoue enfin qu’il est vierge. Soulagée et compréhensive, elle accepte cette révélation et ils se déclarent leur amour. Ils finissent par se marier lors d’une cérémonie somptueuse financée par la vente de sa collection de figurines, et passent enfin leur première nuit ensemble. Le film se conclut par une scène musicale où tous les personnages chantent et dansent sur Aquarius / Let the Sunshine In.

## Fiche technique
- Titre français : 40 ans, toujours puceau
- Titre québécois : 40 ans et encore puceau
- Titre original : The 40 Year-Old Virgin
- Réalisation : Judd Apatow
- Scénario : Judd Apatow et Steve Carell
- Musique : Lyle Workman (en)
- Photographie : Jack N. Green
- Montage : Brent White (en)
- Direction artistique : Tom Reta
- Décors : Jackson De Govia (de) et Norman Durance
- Costumes : Debra McGuire
- Production : Judd Apatow, Clayton Townsend (en) et Shauna Robertson
  - Coproduction: Seth Rogen
  - Production exécutive : Steve Carell et Jon Poll
- Sociétés de production : Apatow Productions et Universal Pictures
- Sociétés de distribution : Universal Pictures (États-Unis) et UIP (France)
- Pays d'origine :  États-Unis
- Langues originales : anglais, espagnol
- Format : couleurs - 1,85:1 - 35 mm - son : DTS / Dolby Digital / SDDS
- Genre : comédie romantique
- Durée : 116 minutes, 133 minutes (non censurée)
- Budget : 26 millions de dollars[1],[2]
- Dates de sortie [3] :
  - États-Unis : 11 août 2005 (première à Hollywood), 19 août 2005
  - France : 4 septembre 2005 (Festival du film américain de Deauville), 9 novembre 2005

## Distribution
- Steve Carell (VF : Maurice Decoster ; VQ : François Godin) : Andy Stitzer
- Catherine Keener (VF : Laurence Colussi ; VQ : Nathalie Coupal) : Trish Piedmont
- Paul Rudd (VF : Cédric Dumond ; VQ : Joël Legendre) : David
- Romany Malco (VF : Lucien Jean-Baptiste ; VQ : Patrice Dubois) : Jay
- Seth Rogen (VF : Xavier Fagnon ; VQ : Tristan Harvey) : Cal
- Elizabeth Banks (VF : Caroline Bourg ; VQ : Valérie Gagné) : Beth
- Leslie Mann (VQ : Viviane Pacal) : Nicky
- Jane Lynch (VF : Laurence Crouzet ; VQ : Natalie Hamel-Roy) : Paula
- Gerry Bednob (VF : Michel Mella) : Mooj
- Shelley Malil : Haziz
- Kat Dennings : Marla Piedmont
- Jordan Masterson : Mark
- Chelsea Smith : Julia Piedmont
- Erica Vittina Phillips : Jill
- Marika Dominczyk (VF : Chloé Berthier) : Bernadette
- Mindy Kaling (VF : Ingrid Donnadieu) : Amy
- Mo Collins (VF : Odile Schmitt) : Gina
- Gillian Vigman : une femme au Speed Dating
- Kimberly Page (en) (VF : Danièle Douet) : Carol, une femme au Speed Dating
- Siena Goines (en) : Alex, une femme au Speed Dating
- Charlie Hartsock (VF : Hubert Drac) : l'animateur du Speed Dating
- Jonah Hill (VF : Nathanel Alimi) : le client d'eBay
- Nancy Walls : la conseillère du Centre de Planning familial
- Cedric Yarbrough (VF : Julien Kramer) : un père amenant son fils au Centre de Planning familial
- David Koechner (VF : Jean-Luc Atlan) : un père amenant son fils au Centre de Planning familial
- Loudon Wainwright III (VF : Jean-Luc Atlan) : le prêtre
- Shannon Bradley, Brianna Brown, Elizabeth Carey, Elizabeth DeCicco, Hilary Shepard et Barret Swatek : les filles du Bar
- Carla Gallo : la fille suceuse d'orteils
- Stormy Daniels : la porno star
- Kevin Hart (VF : Emmanuel Garijo) : un client de Smart Tech
- Wayne Federman, Ron Marasco et Joseph T. Mastrolia : des clients de Smart Tech
- Kate Luyben : la femme qui achète des cassettes vidéo
- Joe Nunez : Man Buffing Floor
- Steve Bannos : père au restaurant
- Jenna Fischer : la femme #1 (non créditée)[n 1]
- Christopher T. Wood : un flic (non crédité)[n 2]

 Source et légende : version française (VF) sur RS Doublageet Voxofilm
 Source et légende : version québécoise (VQ) sur Doublage.qc.ca

## Production

### Développement
L'idée de départ est imaginée par Steve Carell, d'après un sketch qu'il avait créé lorsqu'il officiait dans la troupe d'improvisation The Second City. Il développe l'idée pour écrire son premier scénario. Il le retravaille avec Judd Apatow, qu'il a rencontré sur le tournage de Présentateur vedette : La Légende de Ron Burgundy (Anchorman: The Legend of Ron Burgundy). Judd Apatow, connu comme créateur de la série Freaks and Geeks et comme producteur de Disjoncté, cherchait une idée de film et fut séduit par cette histoire, qu'il va réaliser, marquant ainsi ses débuts comme réalisateur.

### Attribution des rôles
Ce film marque les débuts de Mindy Kaling au cinéma. Julie Bowen a refusé un rôle dans le film, ce qu'elle regrettera par la suite.

### Tournage
Le tournage a lieu à Los Angeles (Encino, Studio City, North Hollywood, Granada Hills) ainsi qu'à Pasadena.

## Bande originale
- A Life of Illusion, interprété par Joe Walsh
- Minute by Minute, interprété par Michael McDonald
- Undawhere, interprété par DJ Calboz
- Takin' It to the Streets, interprété par Michael McDonald
- Rump Shaker, interprété par Wreckx-N-Effect
- Side Project, interprété par Transcenders
- Train of Disaster, interprété par Brian Tichy
- Word Up!, composé par Larry Blackmon et Tomi Jenkins
- Sharing the Night Together, interprété par Dr. Hook
- Anchors Aweigh, composé par Alfred H. Miles, Charles A. Zimmerman, George Lottman et Domenico Savino
- Ain't No Mountain High Enough, interprété par Michael McDonald
- I Got Ants in My Pants, interprété par James Brown
- J.O.D.D., interprété par Trick Daddy
- Push It, interprété par Salt-n-Pepa
- Fine Women, interprété par Transcenders
- If I Was Your Girlfriend, interprété par Nicole Wray
- Get Ur Freak On, interprété par Missy Elliott
- Stand Up Tall, interprété par Dizzee Rascal
- Just Got Lucky, interprété par Jo Boxers
- Take Me in Your Arms (Rock Me a Little While), interprété par Michael McDonald
- Midare, interprété par Ayako Hotta-Lister
- Hello, interprété par Lionel Richie
- I'm Every Woman, interprété par Chaka Khan
- Shiawase Nara Te Wo Tatakou, composé par Rihita Kimura
- Tammy's Dream, interprété par Charlie Ventura
- Sonia, interprété par Sonny Clark Trio
- Sheepskin Tearaway, interprété par Babyshambles
- Believe It or Not, interprété par Joey Scarbury
- After Party, interprété par Young Rome et Omarion
- Hot This Year, interprété par Transcenders
- Red Light Special, interprété par TLC
- Candy, interprété par Foxy Brown et Kelis
- Goodnight Lilly / We Kissed, interprété par Ed Shearmur
- Jesu Joy, interprété par Apollo 100[9]
- Heat of the Moment, interprété par Asia
- Caminos de Michoacan, composé par Bulmaro Bermudez Gomez
- Aquarius / Let the Sun Shine in, composé par Galt MacDermot

## Accueil

### Accueil critique
Le film a reçu des critiques positives, le site Rotten Tomatoes a déclaré que c'était la meilleure comédie sortie en 2005, avec 84 % de 160 critiques.
Roger Ebert a dit : « J'ai été surpris […] c'est doux, sage », décrivant « la façon dont elle (Trish, incarnée par Catherine Keener) compatit avec Andy comme presque trop douce pour être drôle ». Richard Roeper a dit que le film était trop long, et parfois extrêmement frustrant. Roeper a choisi plus tard le film comme le dixième meilleur film de 2005.
Des commentateurs chrétiens et catholiques se sont insurgés contre l'image négative de la virginité véhiculée par le film ainsi que par l'extrême vulgarité de l'ensemble du film.
Owen Gleiberman, d'Entertainment Weekly a donné au film un A-, saluant le jeu de Steve Carell. Manohla Dargis du New York Times dit que c'est une « comédie joliment pliée », en notant Carell de façon positive.
En décembre 2005, le film a été choisi par l'American Film Institute comme l'un des dix meilleurs films de l'année. Le film se classe également 30e des Bravo Funniest Films 100.
Première le classe 50e des 50 meilleures comédies de tous les temps,.

### Box-office
Le film fut le succès de l'été 2005 aux États-Unis, se classant premier du box-office, avec 21 422 815 dollars lors de son week-end d'ouverture, et est resté 1er le week-end suivant. Le film a rapporté un total de 109 449 237 dollars sur le territoire américain et 67 929 408 dollars à l'étranger, pour un total de 177 378 645 dollars dans le monde.
Le film s'est classé 25e au niveau mondial brut et 19e dans les succès américains de l'année. En France, sorti en salles début novembre 2005, il n'a pas obtenu le même succès qu'aux États-Unis, se classant sixième au box-office après une semaine d'exploitation, enregistrant 205 065 entrées sur 299 copies. La semaine suivante, le film se classe à la neuvième place avec 320 715 entrées. 40 ans, toujours puceau finira son exploitation en France avec 407 693 entrées.
| Pays ou région | Box-office          | Date d'arrêt du box-office | Nombre de semaines |
| -------------- | ------------------- | -------------------------- | ------------------ |
| Mondial        | 177 378 645 dollars | 29 janvier 2007            | N/A                |
| États-Unis     | 109 449 237 dollars | 15 décembre 2005           | 16                 |
| France         | 407 693 entrées     | 14 décembre 2005           | 7                  |

## Distinctions

### Récompenses
- LAFCA Awards 2005 : meilleure actrice dans un second rôle pour Catherine Keener
- MTV Movie Award 2006 : meilleure performance pour Steve Carell

### Nominations
- MTV Movie Award 2006 : meilleur film

## Version non censurée
Une version non censurée du film est également sortie. Elle contient 17 minutes supplémentaires avec des scènes à caractère sexuel qui ont été coupées pour éviter que le film soit classé NC-17 (interdit aux 17 ans et moins aux États-Unis).[réf. nécessaire]